# Zoni Eidikis Prostasias Cha - Potami
Zoni Eidikis Prostasias Cha - Potami este o arie protejată (arie de protecție specială avifaunistică — SPA) din Cipru întinsă pe o suprafață de 8.032,62 ha, integral pe uscat.

## Localizare
Centrul sitului Zoni Eidikis Prostasias Cha - Potami este situat la coordonatele 34°47′10″N 32°45′51″E / 34.7861°N 32.7642°E.

## Înființare
Situl Zoni Eidikis Prostasias Cha - Potami a fost declarat arie de protecție specială avifaunistică în octombrie 2007 pentru a proteja 90 de specii de animale.

## Biodiversitate
Situată în ecoregiunea mediteraneană, aria protejată nu include niciun habitat protejat.
La baza desemnării sitului se află mai multe specii protejate de  păsări (90): uliu păsărar (Accipiter nisus), ciocârlie-de-câmp (Alauda arvensis), pescăruș albastru (Alcedo atthis), fâsă-de-câmp (Anthus campestris), fâsă roșiatică (Anthus cervinus), fâsă de luncă (Anthus pratensis), fâsă de pădure (Anthus trivialis), lăstunul mare (Apus apus), Aquila fasciata, ciuf-de-pădure (Asio otus), șorecarul comun (Buteo buteo), șorecar mare (Buteo rufinus), caprimulg (Caprimulgus europaeus), rândunică roșcată (Cecropis daurica), șerpar (Circaetus gallicus), erete de stuf (Circus aeruginosus), erete vânăt (Circus cyaneus), erete alb (Circus macrourus), Clamator glandarius, botgros (Coccothraustes coccothraustes), dumbrăveancă (Coracias garrulus), prepeliță (Coturnix coturnix), cuc (Cuculus canorus), gușă vânătă (Cyanecula svecica), lăstun de casă (Delichon urbicum), Emberiza caesia, presură sură (Emberiza calandra), măcăleandru (Erithacus rubecula), Falco eleonorae, șoim călător (Falco peregrinus), șoimul rândunelelor (Falco subbuteo), vânturel de seară (Falco vespertinus), muscar-gulerat (Ficedula albicollis), muscar negru (Ficedula hypoleuca), cinteză (Fringilla coelebs), găinușă de baltă (Gallinula chloropus), vulturul pleșuv sur (Gyps fulvus), rândunică (Hirundo rustica), Iduna pallida, capîntortură (Jynx torquilla), sfrâncioc roșiatic (Lanius collurio), sfrânciocul cu frunte neagră (Lanius minor), Lanius nubicus, sfrâncioc cu cap roșu (Lanius senator), ciocârlie de pădure (Lullula arborea), privighetoare (Luscinia megarhynchos), prigoare (Merops apiaster), gaia neagră (Milvus migrans), mierlă albastră (Monticola solitarius), codobatură galbenă (Motacilla alba), codobatură de munte (Motacilla cinerea), codobatura galbenă (Motacilla flava), muscar sur (Muscicapa striata), stârc de noapte (Nycticorax nycticorax), Oenanthe cypriaca, pietrar mediteranean (Oenanthe hispanica), Oenanthe isabellina, grangur (Oriolus oriolus), ciuf-pitic (Otus scops), vrabie negricioasă (Passer hispaniolensis), viespar (Pernis apivorus), codroș de munte (Phoenicurus ochruros), codroșul de pădure (Phoenicurus phoenicurus), pitulice de munte (Phylloscopus collybita), pitulice-fluierătoare (Phylloscopus trochilus), aușel cu cap galben (Regulus regulus), mărăcinar (Saxicola rubetra), mărăcinar negru (Saxicola torquatus), sitar de pădure (Scolopax rusticola), rață cârâitoare (Spatula querquedula), scatiu (Spinus spinus), turturică (Streptopelia turtur), silvie cu cap negru (Sylvia atricapilla), silvie de zăvoi (Sylvia borin), silvie roșcată (Sylvia cantillans), silvie de câmp (Sylvia communis), silvie-mică (Sylvia curruca), Sylvia hortensis, silvie mediteraneană (Sylvia melanocephala), Sylvia melanothorax, silvie porumbacă (Sylvia nisoria), Sylvia ruppeli, Tachymarptis melba, sturzul viilor (Turdus iliacus), mierlă (Turdus merula), sturz-cântător (Turdus philomelos), sturz (Turdus pilaris), sturzul de vâsc (Turdus viscivorus), strigă (Tyto alba), pupăză (Upupa epops).
Pe lângă speciile protejate, pe teritoriul sitului au mai fost identificate 4 specii de păsări.